# Bretschneider (Familienname)
Bretschneider ist ein deutscher Familienname.

## Namensträger
- Alban Bretschneider (1868–1939), deutscher Politiker, thüringischer Landtagsabgeordneter
- Andreas Bretschneider (* 1989), deutscher Kunstturner
- Anneliese Bretschneider (1898–1984), deutsche Sprachwissenschaftlerin
- Arthur Bretschneider (1886–1949), deutscher liberaler Politiker, Abgeordneter des Sächsischen Landtags
- Carl Anton Bretschneider (1808–1878), deutscher Mathematiker und Gymnasialprofessor
- Daniel Bretschneider der Ältere (um 1550–nach 1625), deutscher Maler
- Daniel Bretschneider der Jüngere (1585–1656), deutscher Maler
- Emil Bretschneider (1833–1901), russischer Gesandtschaftsarzt, Sinologe, Geograph und Botaniker
- Erich Bretschneider (Kunsthändler) (um 1880–um 1947), deutscher Kunsthändler
- Erich Bretschneider (Politiker) (1889–1958), deutscher Politiker
- Ferdinand Bretschneider (1794–1858), deutscher Tischlermeister und Politiker
- Frank Bretschneider (* 1956), deutscher Musiker und Videokünstler
- Franz Bretschneider (1866–1950), österreichischer Politiker (SPÖ), Bezirksvorsteher in Wien
- Friedrich von Bretschneider (1770–1846), österreichischer Feldmarschallleutnant, Stadtkommandant von Mailand
- Friedrich Bretschneider (Kupferstecher) (1821–1878), deutscher Kupferstecher, Zeichenlehrer, Radierer und Entomologe
- Friedrich Bretschneider (Politiker) (1884–1952), deutscher Politiker (DVP), MdL Braunschweig
- Friedrich August Bretschneider (1805–1863),  deutscher Bäckermeister, Stifter des König-Friedrich-August-Turms in Löbau
- Georg Bretschneider (1901–1995), deutscher Jurist und Vizepräsident des Bundesrechnungshofs
- Gunar Bretschneider (* 1974), deutscher Biathlet
- Gustav Bretschneider (Christoph Gustav Bretschneider; 1859–1933), deutscher Unternehmer und Kommerzienrat
- Gustav Alois Bretschneider (1850–1912), deutscher Ingenieur und Unternehmer
- Gusti Bretschneider (Auguste Bretschneider; 1908–2001), österreichische Schriftstellerin
- Hans-Jürgen Bretschneider (1922–1993), deutscher Mediziner (Physiologie), Träger des Ernst-Jung-Preises für Medizin
- Harald Bretschneider (* 1942), deutscher evangelischer Pfarrer
- Hein Bretschneider (1904–1944), deutscher kommunistischer Widerstandskämpfer gegen den Nationalsozialismus
- Heinrich Gottfried von Bretschneider (1739–1810), deutscher Offizier, Bibliothekar, Kunstsammler und Schriftsteller
- Hermann Robert von Bretschneider († 1868), Geheimer Rat und Kanzler in Reuß-Gera
- Hugo Bretschneider (1909–1964), deutscher Politiker (CDU)
- Joachim Bretschneider  (* 1961), deutscher Vorderasiatischer Archäologe
- Johann Michael Bretschneider (1680–1729), böhmischer Maler
- Jörg Bretschneider (* 1959), deutscher Puppenspieler und Gründer des Dresdner Figurentheaters
- Karl Gottlieb Bretschneider (1776–1848), deutscher evangelischer Theologe
- Ludwig August Bretschneider (1860–1929), österreichischer Politiker
- Marie Julie Bretschneider (* 1998), deutsche Schauspielerin
- Martin Bretschneider (* 1974), deutscher Schauspieler
- Max Bretschneider (1872–1950), deutscher Buchhändler und Verleger
- Maximilian Meyer-Bretschneider (* 1989), deutscher Schauspieler und Synchronsprecher
- Niko Bretschneider (* 1999), deutscher Fußballspieler
- Paul Bretschneider (Lehrer) (1843–1886), deutscher Lehrer
- Paul Bretschneider (Agrikulturchemiker) (fl. zweite Hälfte des 19. Jahrhunderts), deutscher Agrikulturchemiker
- Paul Bretschneider (Ingenieur) (1872–1939), deutscher Ingenieur
- Paul Bretschneider (Pastor) (1880–1950), deutscher katholischer Theologe, Kirchen- und Kunsthistoriker
- Rainer Bretschneider (* 1948), deutscher Politiker, Staatssekretär in Brandenburg
- Rudolf Bretschneider (* 1944), österreichischer Sozialwissenschaftler und Publizist
- Sylvia Bretschneider (1960–2019), deutsche Politikerin (SPD), Landtagspräsidentin in Mecklenburg-Vorpommern
- Ulrike Bretschneider (* 1953), deutsche Politikerin (PDS), Landtagsabgeordnete in Sachsen
- Uta Bretschneider (* 1985), deutsche Ethnologin und Museumsleiterin
- Volkmar Bretschneider (* 1930), deutscher Porzellankünstler
- Wolfgang Bretschneider (1941–2021), deutscher Musikwissenschaftler und Organist